# 東南アジア
東南アジア（とうなんアジア、英語: Southeast Asia, Southeastern Asia、フィリピノ語:Timog-silangang Asya、ベトナム語: Đông Nam Á、ラーオ語:ອາຊີຕາເວັນອອກສຽງໃຕ້、クメール語:អាស៊ីអាគ្នេយ៍、タイ語: เอเชียตะวันออกเฉียงใต้、ビルマ語:အရှေ့တောင်အာရှ、マレー語: Asia Tenggara、インドネシア語: Asia Tenggara）は、アジアのうち南シナ海周辺に位置している国々を指す地域区分である。インドシナ半島、マレー半島、インドネシア諸島、フィリピン諸島アジアと島嶼部東南アジアに分けられる。

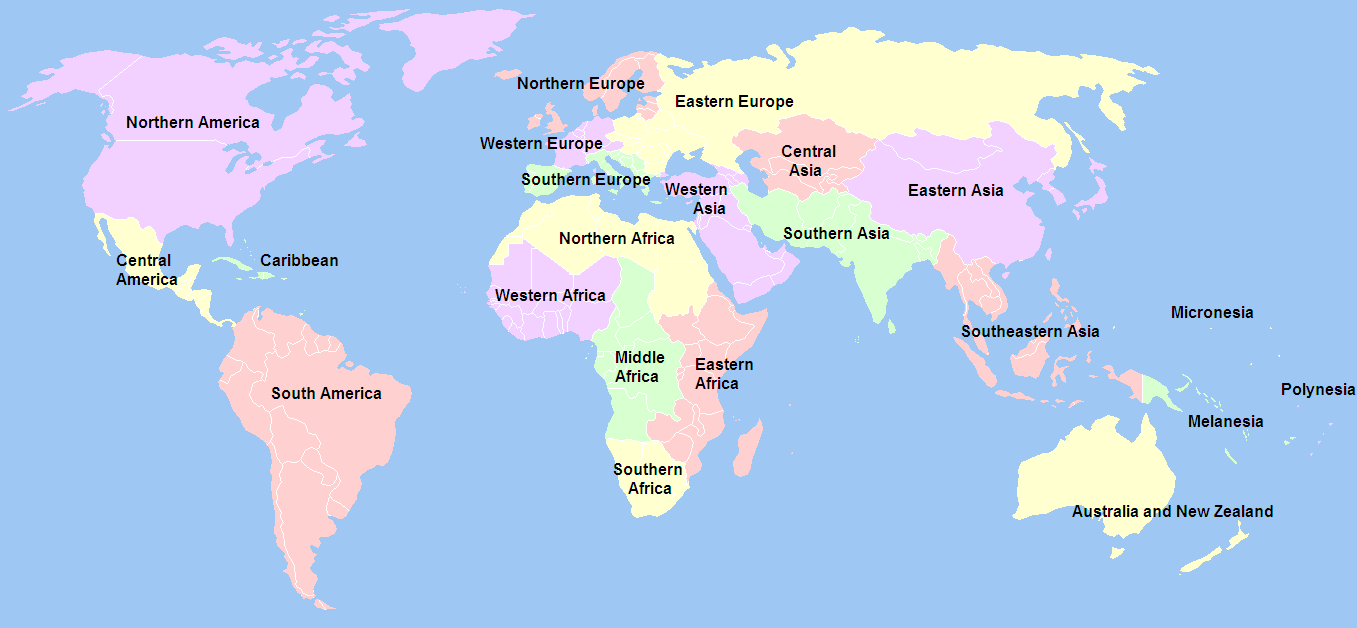
国連による世界地理区分

## 概要
東南アジアという用語は比較的新しく、初出は1830年代である。当時の地理学や歴史学が国家論や支配論に偏っていたこともあり、当初は考古学や民族学用語としてのみ普及した。地理概念として一般化したのは、1942年に連合国軍が「東南アジア司令部」をセイロンに設置し、戦後処理を進める連合軍の作戦領域名として政治的にも公式化されるようになってからである。ただし、現在でもイギリス英語やフランス語では、東南アジアという概念に島嶼部を含めないことが多い。日本の旅行案内書などでは「香港・マカオ・台湾など」を含めていることもあるが、通常は東アジアの扱いとなる。

## 地理

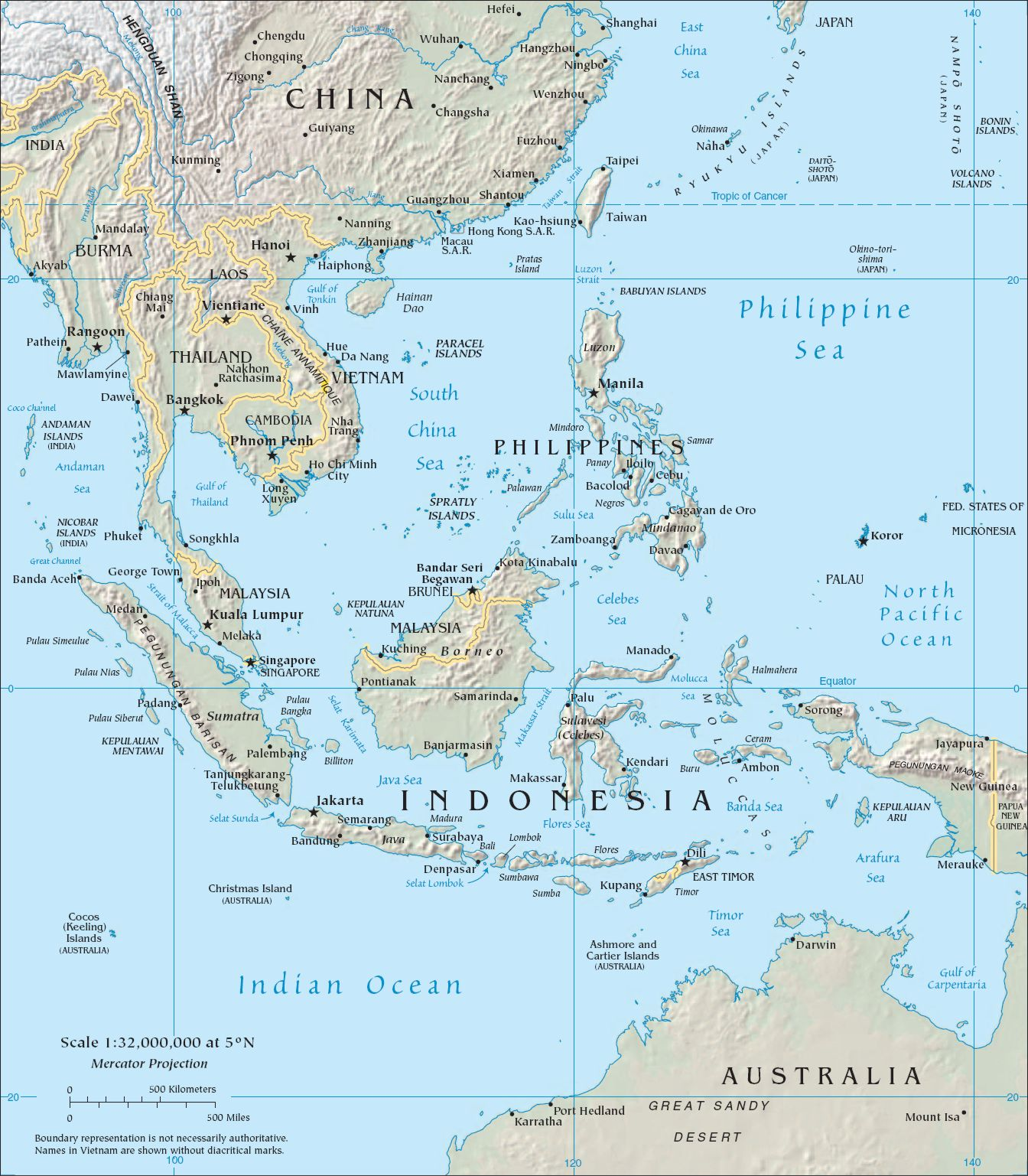
東南アジアの地図

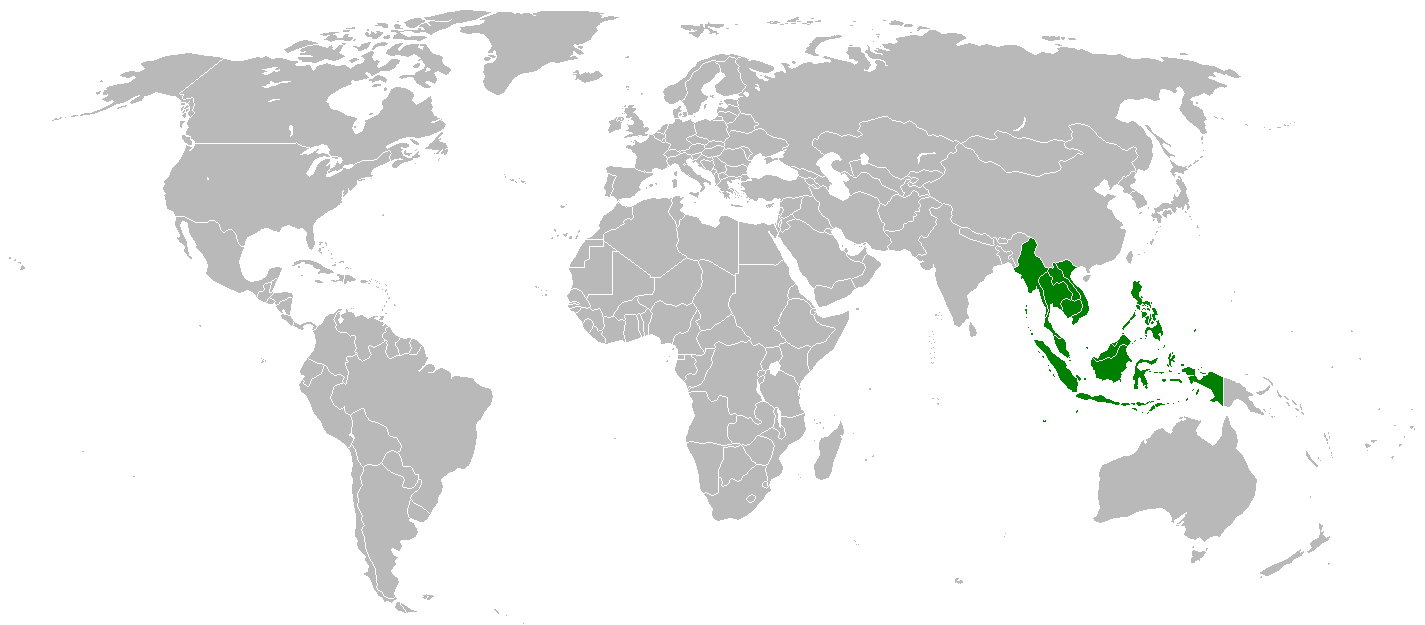
東南アジアの範域

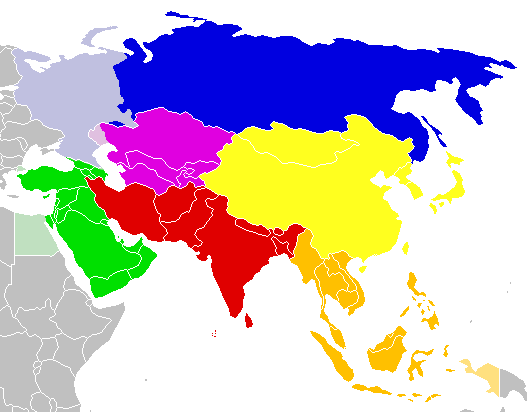
国際連合によるアジアの地域の分類
北アジア
中央アジア
西アジア
南アジア
東アジア
東南アジア

### 気候
平均気温25度以上で、大部分がケッペンの気候区分でいう熱帯であり、熱帯特有の急な雷雨、スコールが雨季に多く見られる。湿潤熱帯に属する島嶼部では一年中降水量が多いが、大陸部やインドシナ半島はモンスーンの影響を受けてサバナ気候となり、雨季と乾季がはっきりしている。ベトナム北部などは亜熱帯気候である。

### 環境分類
熱帯雨林フィリピン諸島からボルネオ、スラウェシの北半、ジャワ西部、スマトラにかけての島嶼部、アラカン地域沿岸、マレー半島西岸。常時25℃を上回る高温と、年間2000 mmから4000 mmの多雨で、植物の宝庫。
熱帯高地パマス（南スマトラ州）、ミナンカバウ（西スマトラ州）などのスマトラ背梁山脈の中の盆地は、1500メートル前後の高度で、湿度が高いが冷涼な気候。古くから人が居住し、集約的稲作が行われている。
沿岸低地熱帯雨林帯の沿岸は、砂丘以外は泥炭林とマングローブ林で農業に不適であるが、砂丘地帯とともに漁業・海運の基地である。
サバンナ平原大陸東南アジアでは、乾いた北東モンスーンの影響で、冬季には強い乾季があり、雨季に茂り乾季に落葉する雨緑林が多い。ビルマ平原では、南西モンスーンの影響で乾燥地帯になる。古い時代から平原畑作が進み、周りの山地からの流水を利用した灌漑が発達している。東北タイのコラート平原、カンボジア平原では、雨季と乾季の降水量に差があるが、雨緑林が形成される。夏季には長期に降水があり、天水稲作が広がっている。
デルタ三大デルタ（イワラジ、チャオプラヤー、メコン）はサバンナ気候である。乾季にはほとんど降雨がない。しかし、雨季には河川が洪水を引き起こすほどである。

### 国名リスト
東南アジアに属する国家を、英語表記順に国名 - 首都の順で表記する。
- ブルネイ - バンダルスリブガワン
- カンボジア - プノンペン
- インドネシア - ジャカルタ （パプア島のパプア州、西パプア州はオセアニアに含まれることもある）
- ラオス - ヴィエンチャン
- マレーシア - クアラルンプール
- ミャンマー - ネピドー
- フィリピン - マニラ
- シンガポール - シンガポール（都市国家）
- タイ - バンコク
- 東ティモール - ディリ（ティモール島の原住民はメラネシア系でオセアニアと民族的に近縁）
- ベトナム - ハノイ（ベトナムは漢字文化圏に属しており、稀に東アジアに含む場合がある）

### 自治地域及び特別領
- アチェ州 (インドネシア)
- アンダマン・ニコバル諸島 (インド)
- バンサモロ自治地域 (フィリピン)
- クリスマス島 (オーストラリア)
- ココス諸島 (オーストラリア)
- ダヌ自治区 (ミャンマー)
- 海南島 (中華人民共和国)
- ジャカルタ (インドネシア)
- コーカン自治区 (ミャンマー)
- ナガ自治区 (ミャンマー)
- パラウン自治区 (ミャンマー)
- パオ自治区 (ミャンマー)
- ワ自治管区 (ミャンマー)
- ジョグジャカルタ特別州 (インドネシア)

## 東南アジアの歴史
東南アジア諸国の各国の歴史については、以下を参照。
インドネシアの歴史 - カンボジアの歴史 - シンガポールの歴史 - タイの歴史 - フィリピンの歴史 - ブルネイの歴史 - ベトナムの歴史 - マレーシアの歴史 - ミャンマーの歴史 - ラオスの歴史 - 東ティモールの歴史

### 東南アジアの原歴史
東南アジアの歴史は、各国の歴史として著述されることが多い。しかし特にマレー半島および島嶼部では、各国の領域は19世紀から20世紀初めにかけて、欧米列強が植民地主義に基づき東南アジアを分割した結果生じたものが後に独立国家として認められたものであり、政治的色彩が非常に濃いといえる。
東南アジアの歴史は、そのような政治的な現代国家の歴史を離れ、伝統的な政治圏、つまり、政治的・文化的中心都市とその周辺の圏的な空間の歴史、別な言葉で言えば歴史圏を対象とするものである。また、元来この地域は封建主義、中央集権、皇帝専制とは違った、マンダラ論といった説で解き明かされる重層的な権力構造がみられた地域であることも近年では重要視されている。
日本との関係では、縄文人の故郷のひとつという説がある。中世から近世にかけて倭寇や浪人の一部が到達し、アユタヤ日本人町も作られた。太平洋戦争を経てその後高度経済成長期に多数の企業が進出した。

#### 石器時代
東南アジアの人類文化は、2～3万年前の後期旧石器時代から始めることができる。それは、大陸部でも島嶼部でも洞穴や岩陰で人間が生活した痕跡を得られるからである。
大陸部では、ベトナム北部のソンヴィー文化、ホアンビン文化、バクソン文化、ダブート文化とたどることができる。ソンヴィー文化は、礫の周囲を打ち欠いた石器を主とする。旧ヴィンフー省のソンヴィー遺跡で発見され、放射性炭素年代測定では2万～1万2000年前である。磨製石器を伴わないことから旧石器時代に属する。次にホアビン文化は、ベトナムホアビン省の洞窟・岩陰遺跡群から名づけられた文化。原初的な形態の石器に加えスマトリアスなどの進んだ形態が特徴であり、部分的に磨製した石器も現れる。食料残滓に貝殻（淡水のタニシやカタツムリ）、獣骨の層が伴う。
年代測定では、ほぼ1万1000から7500年前で、中石器文化に位置する。この文化は大陸部全域からマレー半島、スマトラ島まで広く分布する。ランソン省バクソン山地に見られるバクソン文化は、刃部磨製石斧が主体である。時によって土器を伴う。タインホア省タブート遺跡は、淡水の大きな貝塚遺跡で、石器の変化はあまり見られないが、重要な変化は土器の出現である。全体の形が分かるものは少ないが、そこの丸い深鉢形である。厚手軟質で無文様、叩き締め技法で叩く棒に巻いた繊維の跡が全体についている。この技法は中国から南下した。放射線炭素年代では約6000年前である。ゲアン省クインヴァン遺跡は海の貝からなる大きな貝塚で、大きな石を打ち割った石器や少量の全磨製石斧、粗雑な尖底の土器を伴う。放射性炭素年代は4700年前である。

#### 農耕
東南アジアは基本的に多くの民族が農耕民族である。ベトナムでは4000年ほど前から農耕を始め、現在のタイ王国の周辺でも紀元前300年頃には農耕が始まっていた。カンボジアでも4世紀頃にもなると、東南アジア有数の稲作地帯となっていた。現在でも東南アジアは世界有数の農業国家群である。

### 中国、インドの影響と伝統的国家の成立
東南アジアは、（フィリピンを除き）中国とインドの交易ルートの中間地帯にあり、中継点として古くから発展し、中国ないしインドからの文化的影響下のもとに各地に伝統的国家が成立することになり（インド化）、その後、それぞれが独自の歴史的発展を遂げた。古代インド人は、この地を「黄金州」ないし「黄金の地（スヴァルナブーミ/スワンナプーム（सुवर्णभूमि/สุวรรณภูมิ））」と呼び、中国人は「南海」と称していた。
東南アジア海域の政治勢力は、扶南を経由して中国南朝の各朝と交渉してきたが、6世紀の前半には、南シナ海、マレー半島、マラッカ海峡、ジャワ島、バリ島にそれぞれ国が形成され、中国南朝と直接交渉をもつようになり、積極的に朝貢するようになった。しかし、中国人の東南アジアに対する認識は、依然として島嶼部または大陸部沿岸の港市国家群の世界であった。
4世紀末からインド思想が、東南アジアの王権システムそのものに影響を与えた。4世紀から6世紀にかけて、東南アジア各地に南インド系のアルファベットを用いた碑文群が出現してくる。島嶼部では4世紀に東カリマンタンのクタイ王国からムーラヴァルマン碑文、西ジャワのボゴール周辺からブールナヴァルマン碑文が出土する。メコンデルタでは5～6世紀には、「扶南碑文」と総称される碑文群が出土する。またオケオをはじめとする各地で発見されるインド系の神像、仏像はインド思想の大規模な流入を証明している。

### 欧米列強による植民地化
19世紀、東南アジア諸国では欧米列強による植民地化が進められた。以下に見るように各地によってさまざまな支配体制がとられたが、共通点として「二重経済」、「複合社会」、「分割・間接支配」の三点がしばしば挙げられる。すなわち、近代資本主義経済と伝統的農業経済の併存、民族的多様性に基づく社会構成、旧支配層による秩序温存とそれを利用した分割・間接支配の三点である。
地域別に植民地化の特徴を見ていくと、まずジャワ・スマトラ周辺（大スンダ列島南部）では、19世紀初頭には特定の港湾や沿岸部などのみが支配されていたが、次第にイギリス・オランダ間の支配権競争が激しくなり始めた。オランダ政府は、ジャワ島でサトウキビ、コーヒー、タバコなどを強制的に栽培させ、現地の農民は搾取によって貧窮に追い込まれた。それに伴い、各地で抵抗戦争が19世紀末から20世紀初頭まで頻発した。
ボルネオ島北部・西部では、ブルネイのスルタンが、部族反乱の鎮圧者に褒美として地方統治権を与えていたことから、現在のサラワク州に白人王による国家・サラワク王国が成立し、また現在のサバ州はシーク教徒保護名目で乗り込んだイギリスによって植民地化された。ボルネオ島南部では、客家によるアジア初の共和国である蘭芳公司が存在していたが、蘭芳公司の対外政策は清王朝の権威を利用したものであり、アヘン戦争で清が敗れるとオランダに攻められ滅亡した。
フィリピン諸島では、族長ラプ＝ラプが巧みな戦術により一旦はマゼランの軍隊を破ったが、次第にスペイン勢力に浸食され、ブルネイの敗北でイスラムの権威が弱まったことがそれを決定づけた。スペイン統治下では、スペイン人を中心とした大土地所有者の下で小作農民が過酷な労働を強いられるアシエンダ制が横行していた。新興地主や知識人階級はこうした社会矛盾に反抗し、フィリピン同盟（1892年結成）などの民族主義運動を起こした。1898年の米西戦争に勝利したアメリカの協力の下、エミリオ・アギナルドはフィリピンの独立宣言を発表し、初代大統領に就任した。しかしその後、領有を主張するアメリカに弾圧され、アギナルドは捕らえられた。
マレー半島は1511年のポルトガルによるマラッカ征服を期に植民地化され、のちにイギリスのものとなった。シンガポールはイギリスの貿易・軍事の拠点として繁栄した。
カンボジアは前世紀からベトナム・タイ両国からの激しい圧迫に悩まされ、幾度も国土消失の危機があったために、メコン川を境に国土が両国に分割されることを恐れたアン・ドゥオン王とノロドム王により、自らフランスの保護国となった。
ベトナムは、最後の王朝である阮朝の建国の際にフランスを始めとする勢力の助力を得たことが後に仇となり、一部はフランスの保護国、また一部は直轄植民地となっていった。
ラオスでは、タイの隷属化にあったルアンパバーン、ヴィエンチャン、チャンパサックの各王国が仏泰戦争の結果としてフランスの領土となっていった。
ミャンマーは、三度に渡るイギリスの侵略(英緬戦争)を受け、英領インド帝国の一州に組み込まれた。
タイは、イギリス、フランスの侵略に悩まされるが、政治や教育などの近代化政策と巧みな外交、領土割譲といった代償によって、東南アジアで唯一独立を保ち、英仏の緩衝国家となった。
このような植民地支配の確立は現地民の反発を招き、19世紀末から20世紀初めにかけて、遅速の差があるが東南アジア世界にナショナリズムの芽が生まれてきていた。

### 太平洋戦争
「東南アジア」の呼称が広く用いられるようになったきっかけは、1942年に連合国軍が「東南アジア司令部」を設置したときである。日本軍の作戦区域であるイギリス領ビルマおよびマラヤ、フランス領インドシナ、オランダ領東インド、アメリカ領フィリピンの4植民地およびタイ王国を包括するような概念がなく、このときに「東南アジア」なる用語が取り上げられた。さらに、太平洋戦争後には、戦後処理を進める連合軍の作戦領域名として政治的にも公式化されることになった。この後、米国を中心とする「東南アジア」研究者たちによって広く用いられるようになり、やがて一般的にも使われるようになった。なお、戦中期の日本にも「東南アジヤ」の呼称を用いる研究者がいたが、戦前、戦中の日本においては、現在の太平洋地域を含めて「南方」や「南洋」と呼ぶ事が多かった。

### 第二次大戦の終結と独立
地域的枠組みとしての「東南アジア」は連合国から持ち込まれた概念だったが、第二次大戦後は植民地主義に対する抵抗の中で現地に定着しはじめる。1947年、自由タイ運動がフランス領インドシナの独立支援組織として在タイベトナム人共産主義者やラオス独立派亡命政府とともに結成した組織が東南アジア連盟（Southeast Asian League）を名乗る。1954年には西側諸国の半共軍事同盟として東南アジア条約機構が結成。1961年にはマラヤ連邦、フィリピン、タイの三か国の地域協力機構として東南アジア連合（ASA）が発足する。これらの枠組みは政変や冷戦、独立運動に対する考え方の違いでたびたび揺らぎつつも、旧宗主国や宗教の枠組みを超えて東南アジア域内での協力体制を育む機運になった。

### アセアン（ASEAN）成立以後の東南アジア諸国の協調体制
1967年8月には、インドネシア・マレーシア・フィリピン・シンガポール・タイの5か国によって東南アジア諸国連合（アセアン）が成立。当初は、冷戦構造との自律的関係および地域紛争の自主的、平和的解決を目的としており（とはいえ、加盟国はいずれも反共であった）、とりわけ1975年のサイゴン陥落以後の緊張関係を乗り切ったことで、国際社会でも注目を浴びるようになった。その後は、各国の強権的な経済開発を背景とした経済関係の緊密化に伴い、貿易・資源・技術などを中心とした域内経済協力の枠組み整備（域内特恵制度の拡充や関税引下げなど）が進められるようになった。
1986年のフィリピンの2月革命、1998年のスハルト辞任などに見られる東南アジアの民主化運動が急速に進行し、東南アジア諸国家で自国の政治的、文化的な国民形成の動きを早めている。1990年代以降、政治的大衆主義や民衆的な文化ナショナリズム構築の流れが顕著になった。特に1999年のカンボジア加盟によるASEAN10の成立は、国際的および東南アジア諸国間相互で国家領域が確定し、承認された。1999年以降の東南アジア史研究は、東南アジア諸国家の形成過程を中心に据えるようになった。

## 言語
- シナ・チベット語族 - ビルマ語など
- オーストロアジア語族 - ベトナム語、クメール語など
- タイ・カダイ語族 - タイ語、ラーオ語など
- オーストロネシア語族 - フィリピノ語、マレー語、インドネシア語、テトゥン語など
- モン・ミエン語族 - ミャオ語、ヤオ語など
- パプア諸語 - ニューギニア島

## 東南アジアを舞台とする日本の作品
東南アジア諸国にて制作されたものを除く。
- ウルトラ6兄弟VS怪獣軍団（タイ・合作）
- サヨナライツカ（タイ）
- 地雷を踏んだらサヨウナラ（カンボジア）
- 大使閣下の料理人（ベトナム）
- ディエンビエンフー（ベトナム）
- ハヌマーンと5人の仮面ライダー（タイ・合作）
- ビルマの竪琴（ミャンマー）
- ブンガワンソロ（インドネシア）
- ミュージカル南十字星（インドネシア）
- ルパン三世 セブンデイズ・ラプソディ（タイ）
- レイテ戦記（フィリピン）